# Mikuliczyn (gmina)
Mikuliczyn – dawna gmina wiejska w powiecie nadwórniańskim województwa stanisławowskiego II Rzeczypospolitej. Siedzibą gminy był Mikuliczyn.
Gminę utworzono 1 sierpnia 1934 r. w ramach reformy na podstawie ustawy scaleniowej z dotychczasowej gminy wiejskiej Mikuliczyn.
Pod okupacją zniesiona i przekształcona w gminę Tatarów.